# كونور ماكدافيد
كونور ماكدافيد (مواليد 13 يناير 1997) هو لاعب هوكي الجليد كندي يلعب حالياً في نادي إدمونتون أويلرز.